# Vladímir Kuznetsov (ciclista)
Vladímir Mijáilovich Kuznetsov –en ruso, Владимир Михайлович Кузнецов– (Moscú, 13 de mayo de 1945) es un deportista soviético que compitió en ciclismo en las modalidades de pista y ruta. 
Ganó dos medallas en el Campeonato Mundial de Ciclismo en Pista, oro en 1969 y bronce en 1970, ambas en la prueba de persecución por equipos.
En carretera obtuvo una medalla de plata en el Campeonato Mundial de Ciclismo en Ruta de 1978, en la contrarreloj por equipos.
Participó en dos Juegos Olímpicos de Verano, en la prueba de persecución por equipos, ocupando el cuarto lugar en México 1968 y el quinto lugar en Múnich 1972.

## Medallero internacional

### Ciclismo en pista
| Campeonato Mundial | Campeonato Mundial       | Campeonato Mundial | Campeonato Mundial          |
| Año                | Lugar                    | Medalla            | Competición                 |
| ------------------ | ------------------------ | ------------------ | --------------------------- |
| 1969               | Brno ( Checoslovaquia)   | Medalla de oro     | Persecución por equipos (A) |
| 1970               | Leicester ( Reino Unido) | Medalla de bronce  | Persecución por equipos (A) |

### Ciclismo en ruta
| Campeonato Mundial | Campeonato Mundial | Campeonato Mundial | Campeonato Mundial       |
| Año                | Lugar              | Medalla            | Competición              |
| ------------------ | ------------------ | ------------------ | ------------------------ |
| 1978               | Nürburgring ( RFA) | Medalla de plata   | Contrarreloj por equipos |